# تشارلز غيرهارد
تشارلز غيرهارد (بالإنجليزية: Charles Gerhardt)‏ هو موزع أمريكي، ولد في 6 فبراير 1927 في ديترويت في الولايات المتحدة، وتوفي في 22 فبراير 1999 في ردينغ في الولايات المتحدة.

## وصلات خارجية
- تشارلز غيرهارد على موقع IMDb (الإنجليزية)
- تشارلز غيرهارد على موقع ميوزك برينز (الإنجليزية)
- تشارلز غيرهارد على موقع أول ميوزيك (الإنجليزية)
- تشارلز غيرهارد على موقع ديسكوغز (الإنجليزية)